# خوسيه أنخيل كارمونا
خوسيه أنخيل كارمونا (بالإسبانية: José Ángel Carmona Navarro)‏ هو لاعب كرة قدم إسباني، ولد في 29 يناير 2002 في El Viso del Alcor ‏ في إسبانيا.

## وصلات خارجية
- خوسيه أنخيل كارمونا على موقع قاعدة بيانات كرة القدم.إي يو (الإنجليزية)
- خوسيه أنخيل كارمونا على موقع Soccerway.com (الإنجليزية)
- خوسيه أنخيل كارمونا على موقع عالم كرة القدم.نت (الإنجليزية)